# 내 공공
내 공공(萊 共公, ? ~ ? 재위: ? ~ 기원전 567년)은 중국 춘추 시대 내나라의 마지막 군주로, 성은 자(子), 휘는 부유(浮柔)이다.

## 사적
기원전 567년, 제나라 장군 안약의 침공을 받아 나라가 멸망하였다. 공공은 당(棠)으로 달아났으나, 안약은 이를 포위하여 결국 함락시켰다.

## 출전
- 《춘추좌씨전》 양공 6년

| 전임 (불명) | 내나라의 군주 ? ~ 기원전 567년 | 후임 (제나라에게 멸망) |